# Hennessy-getijdenboek

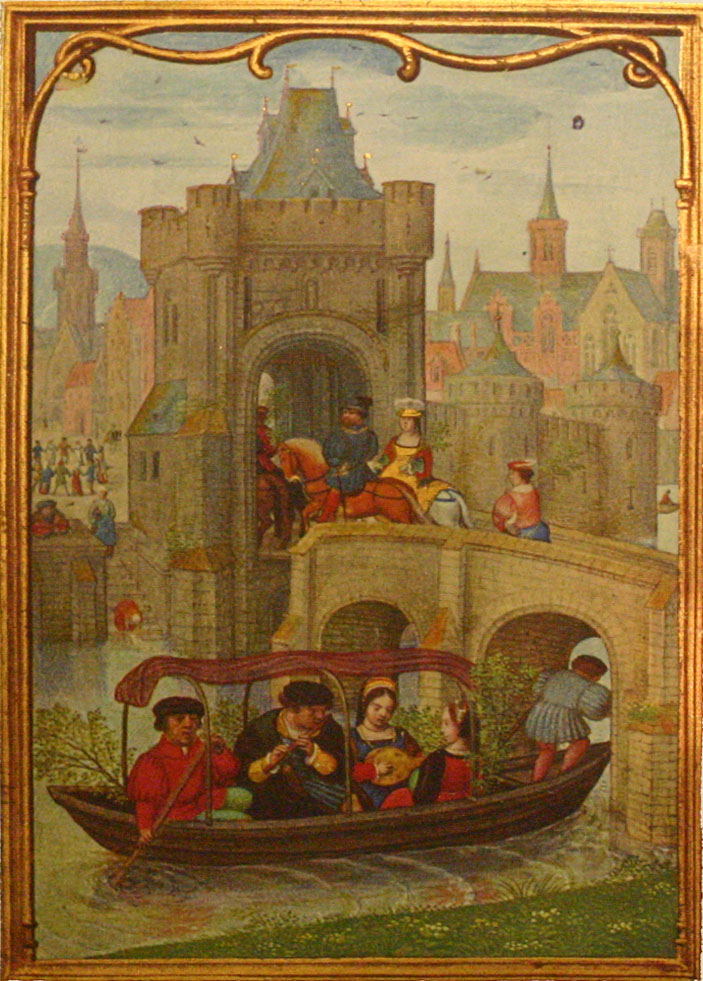
Hennesy getijden, Simon Bening, Kalenderblad mei, KBR HS II 158.

Het Hennessy-getijdenboek (ook genoemd: getijdenboek Heures de Notre Dame) is een Latijns getijdenboek op perkament uit de 16de eeuw (na 1530), bewaard in de Koninklijke Bibliotheek van België.

## Beschrijving
Dit getijdenboek komt uit het atelier van Simon Bening. en werd gemaakt ca. 1535.
Het handschrift zou misschien origineel besteld zijn door iemand van Portugese afkomst met humanistische interesses. De naam van Damião de Góis wordt in dit verband genoemd, het zou kunnen besteld geweest zijn voor koningin Catherina van Portugal. Het werd door Pierre Hennessy gekocht in Oostende in 1852 en in 1874 werd het gekocht voor de Koninklijke Bibliotheek door Charles Ruelens, curator van de KBR, van de erfgenamen van Pierre d'Hennessy.
Het handschrift was al zwaar beschadigd en gerestaureerd toen het werd aangekocht door de Koninklijke Bibliotheek.
Het werd in de 18e eeuw volledig ontmanteld en de originele perkamentbladen met miniaturen werden op "papier de Hollande" geplakt en zo opnieuw ingebonden in een rode marokijnlederen band. De originele band was 18e-eeuws.
Het album met de miniaturen meet 230 x 181 mm, maar het originele perkament is slechts 115 x 80 mm groot. Het album met de miniaturen telt 39 bladen, 27 volbladminiaturen, 10 kleinere miniaturen en 2 miniaturen die in de 17e eeuw werden toegevoegd. De rest van het handschrift bevat nog 190 folia. Het handschrift werd gemaakt van zeer kwalitatief velijn. De tekst is geschreven in het latijneen bastarda schrift. Het boek wordt bewaard onder vermelding Hs II 158.  Het volledige boek bevat 190 bladen.
Na de aankoop door de Belgische staat, werden de miniaturen uit het boek gehaald en afzonderlijk ingekaderd. Op die manier werden ze in 1880 getoond op de "Exposition de l'Art Ancien" in Brussel. Enkele jaren later werden de miniaturen terug toegevoegd aan de vorige binding. Tussen 2000 en 2005 werd het handschrift gerestaureerd.

## Inhoud
Het handschrift bevat de volgende secties:
- ff 2r-30r: Kalender
- ff 31r-39r: Teksten uit de evangelies van de 4 evangelisten
- ff 50r-166v: Getijden van de Heilige Maagd Maria
- ff 167r-174v: Mis voor de Maagd Maria
- ff  175r-207v: Boetepsalmen
- ff 208r-219r: Suffragia

## Verluchting

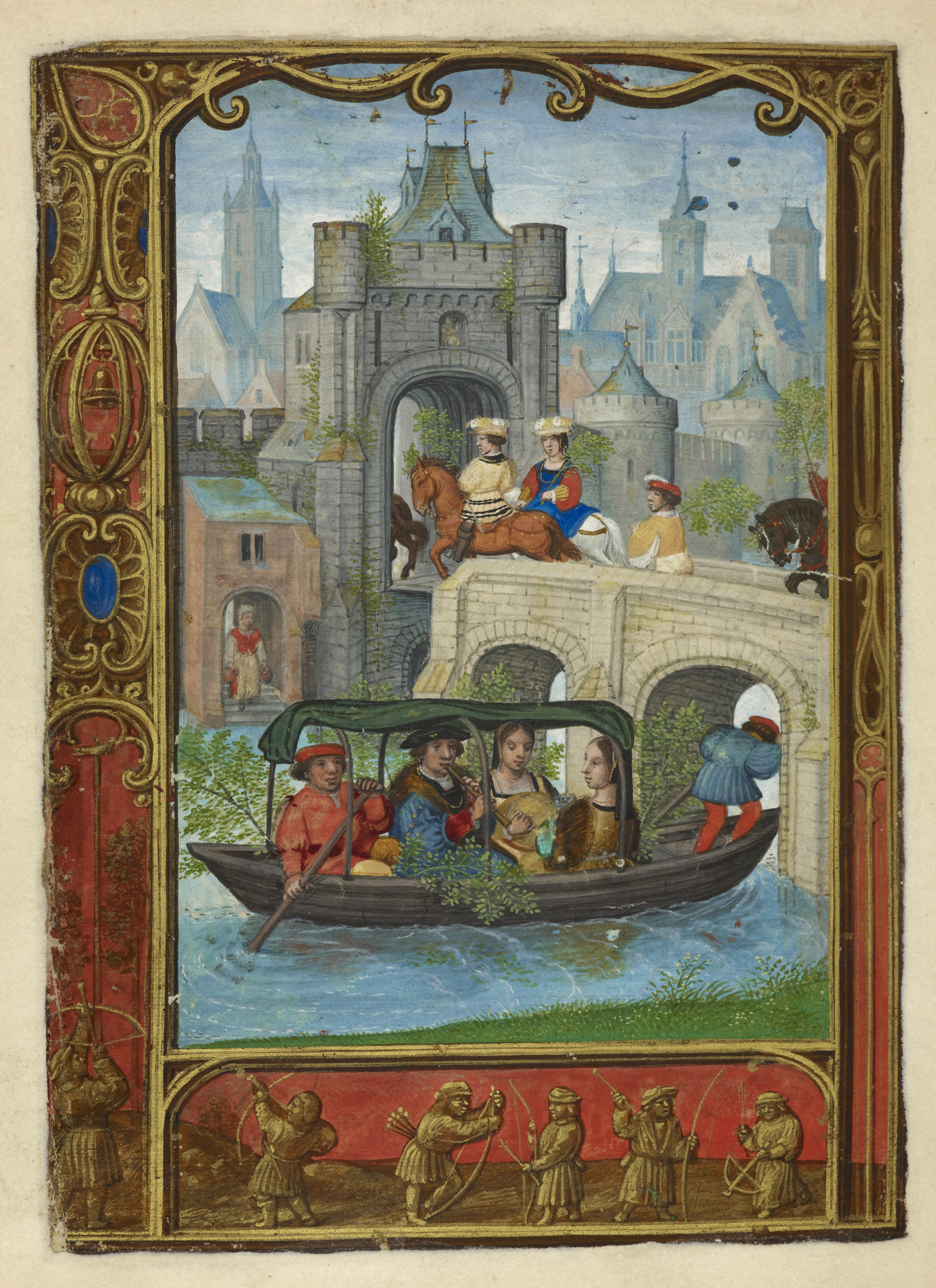
Mei, pleziertochtje met de boot - boogschieten, uit het Golfbook

Alle miniaturen die een onderdeel van de getijden of een sectie van het boek inleiden komen paarsgewijze voor. In de kalender is dit op de verso zijde een volbladminiatuur en op de recto zijden een pseudo volblad miniatuur waarover de tekst van de kalender is geschreven. Hetzelfde systeem werd toegepast voor de onderdelen van de getijden en bij de vier evangelieteksten. Links vinden we dan een volbladminiatuur en rechts een tekst omkadert door een afbeelding. Ook hier lijkt de tekst achteraf over de volbladminiatuur geschreven zodat enkel een rand overblijft. Bij de uren van de getijden is de volbladminiatuur samengesteld uit een hoofdminiatuur en een aansluitende bas de page miniatuur, in een architecturale lijst.
Het verluchtingsprogramma toont voor de kalender de gebruikelijke taferelen met werken en genoegens van de maand. Sommige van de miniaturen, onder meer januari en december doen denken aan de Petites heures du duc de Berry en aan het Breviarium-Grimani.
Bij de evangelies vinden we op de linkerzijde een afbeelding van de evangelist en op de rechterzijde rondom de tekst een afbeelding uit het leven van Christus die, behalve voor het evangelie van Marcus met de hemelvaart, niets te zien heeft met de gebruikte evangelietekst.
Voor de Mariagetijden werd gebruikgemaakt van de passiecyclus. Op de miniatuur voor de metten, die de wake van Christus in de Olijfhof voorstelt, vinden we in de bas de page een voorstelling van het laatste avondmaal, geïnspireerd door het beroemde fresco van Leonardo da Vinci in de Santa Maria delle Grazie in Milaan. Bening gebruikte als model hiervoor een ets die nu bewaard wordt in Wenen in de Graphische Sammlung Albertina, als inv. 1952, 366a.
De recto bladzijden met het begin van de tekst toont een aantal miniaturen die scènes uit het openbare leven van Christus tonen behalve bij de terts, waar een hertenjacht getoond wordt.
Het Hennessy getijdenboek heeft blijkbaar model gestaan voor het Golfbook, een ander getijdenboek toegeschreven aan Simon Bening, verschillende van de miniaturen zowel in de kalender als in de illustratie van de getijden zijn similair.

## Galerij

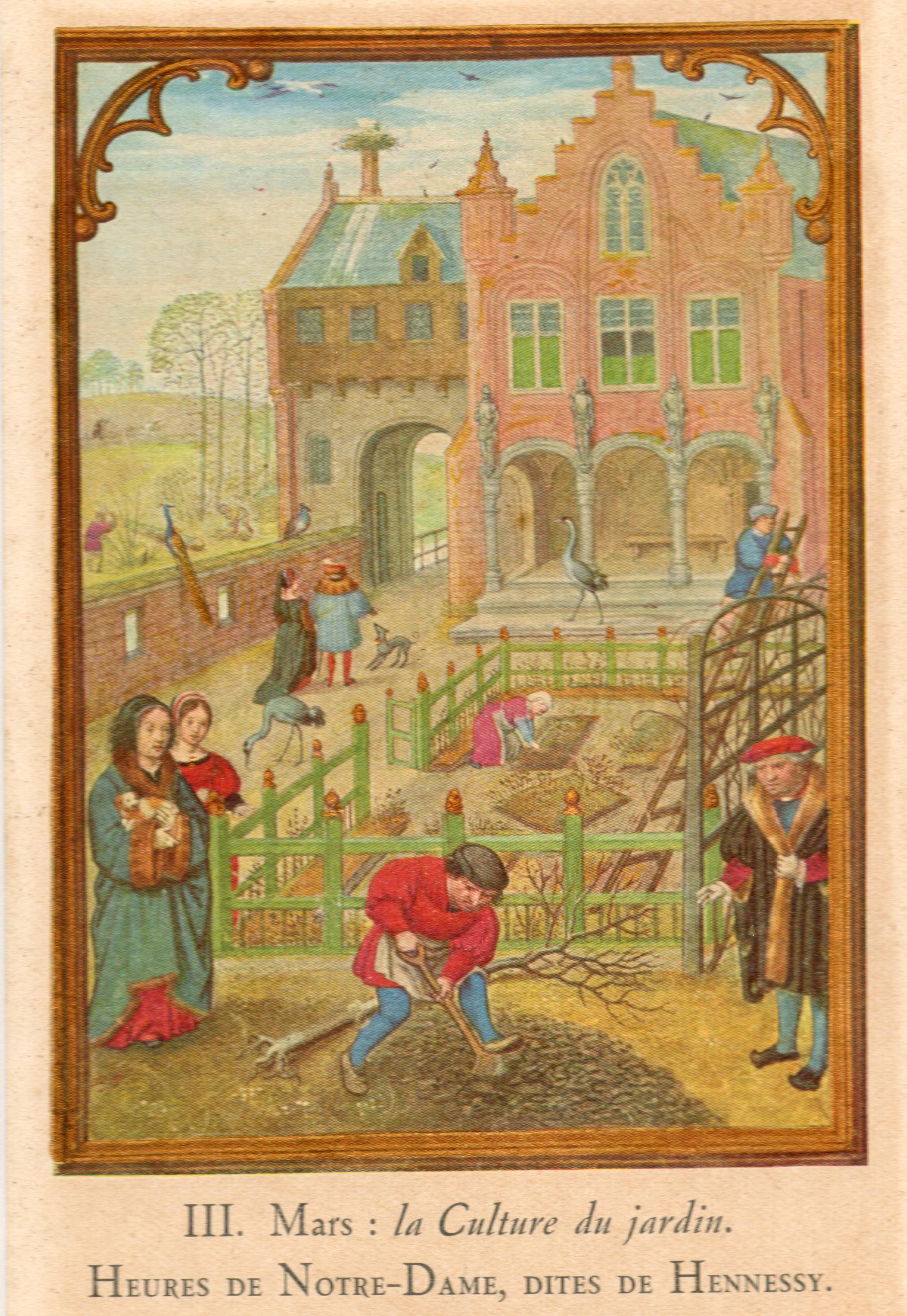
Maart
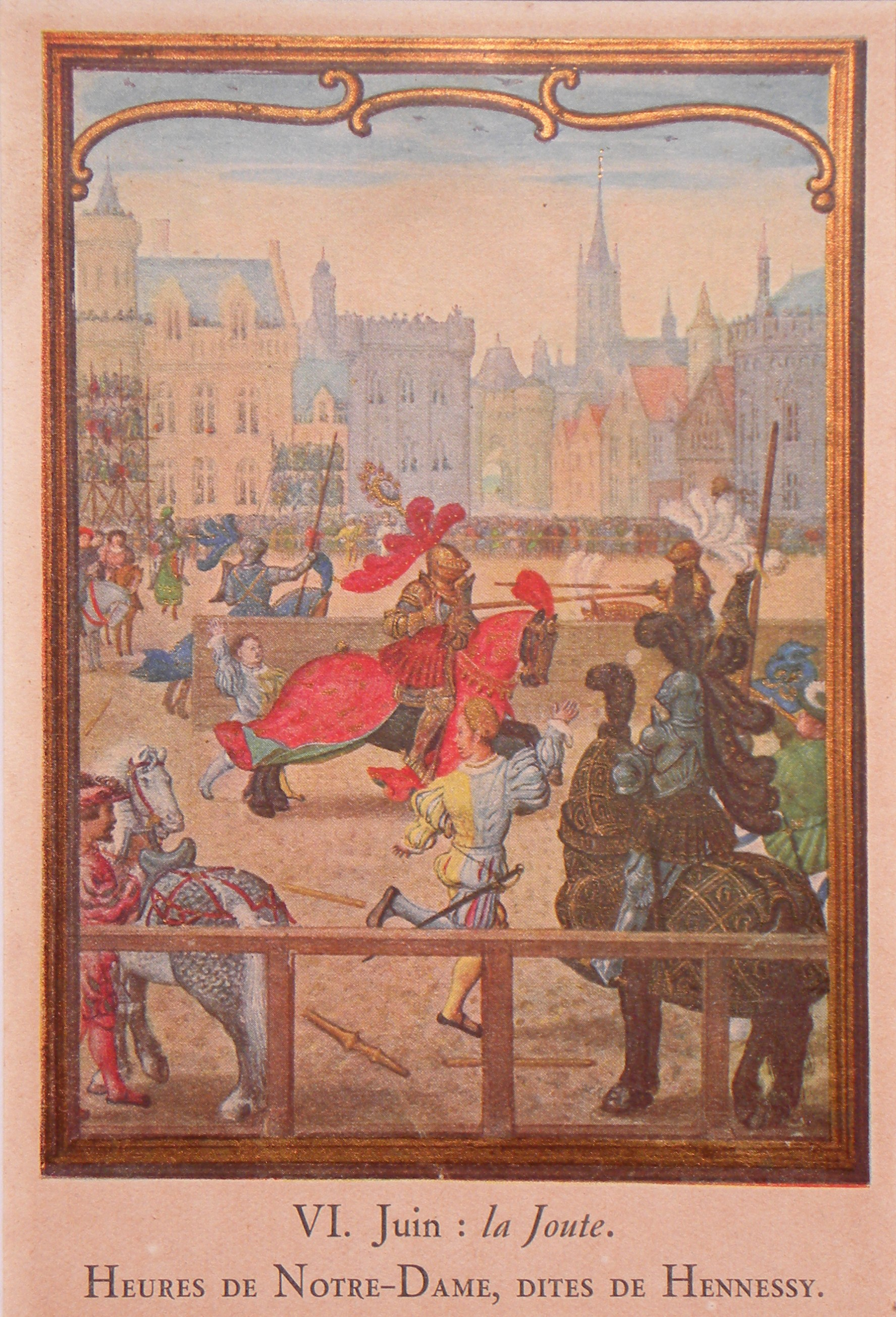
Juni.
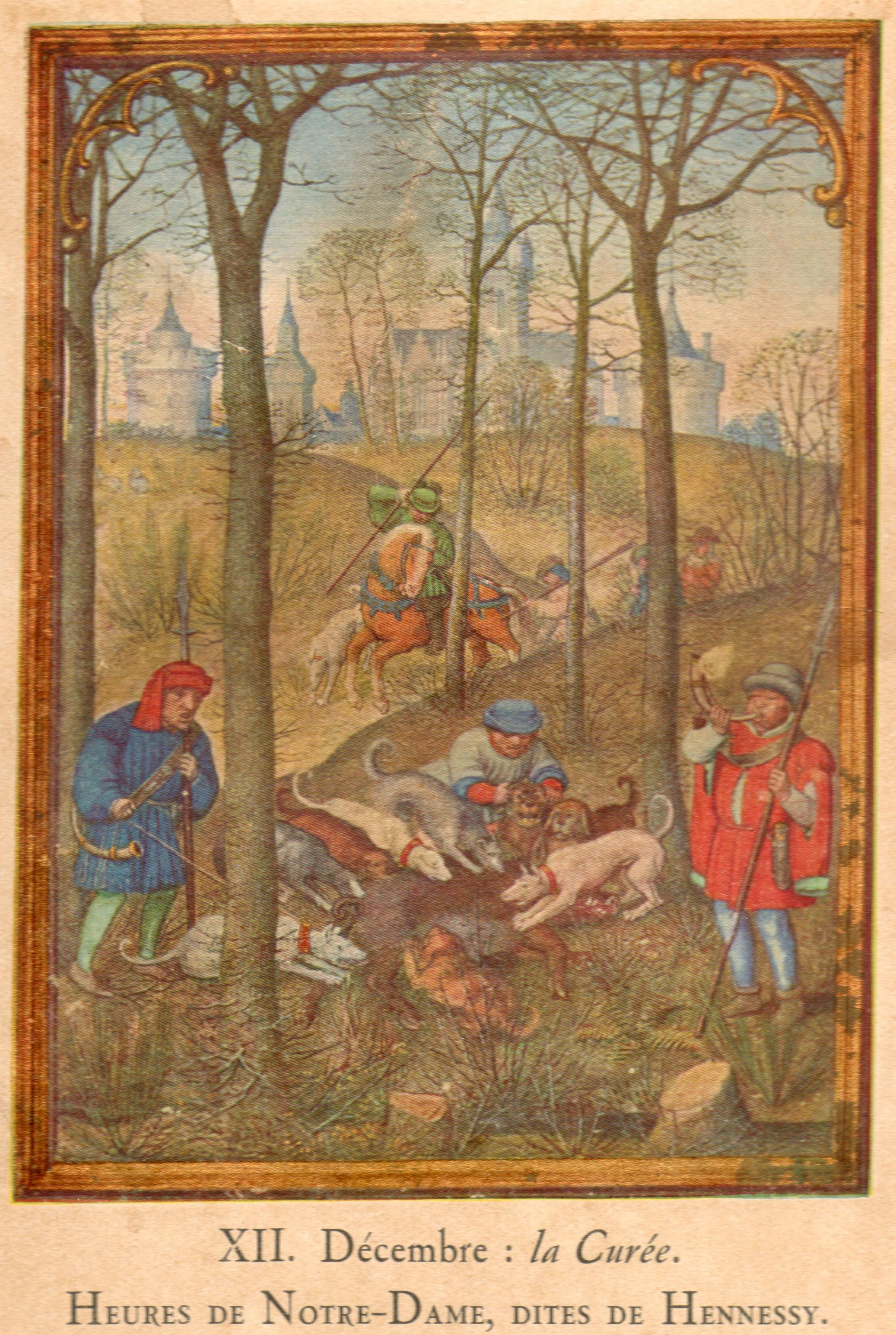
December.

## Weblinks
- Kalenderplaten uit de Hennessy getijden
- Digitale facsimilé (Koninklijke Bibliotheek van België)